# 世界平和パゴダ

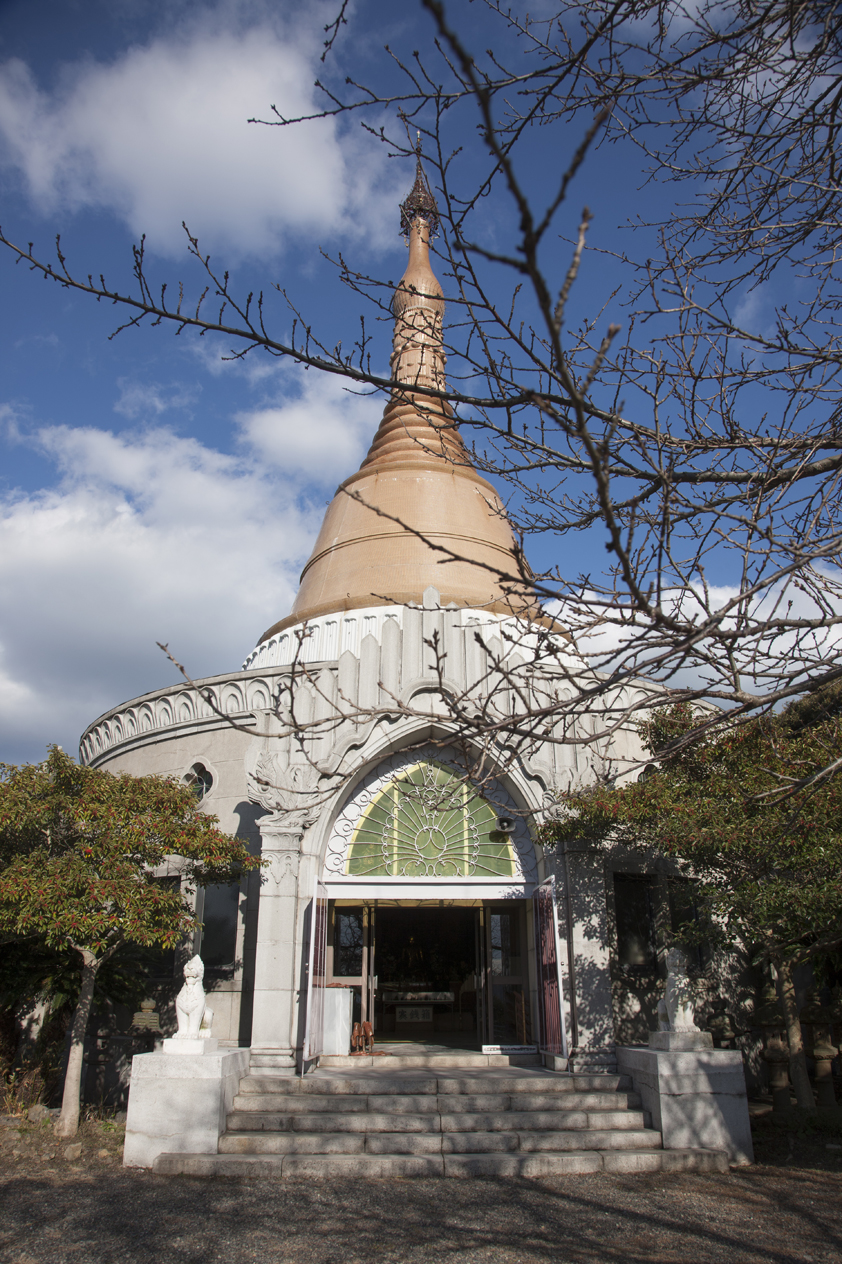
「世界平和パゴダ」
日本唯一の正統なミャンマー式パゴダ
（北九州市門司区）

世界平和パゴダ（せかいへいわパゴダ、ビルマ語: ကမ္ဘာအေးစေတီတော်）は、福岡県北九州市門司区の瀬戸内海国立公園敷地内の和布刈公園に近接した山頂にあり、日本とミャンマー（旧ビルマ）の親善と仏教交流及び世界平和、第二次世界大戦時に門司港より出征した戦没者の慰霊を目的に設置された寺院で、日本で唯一ミャンマー政府・仏教会が公認しているミャンマー式寺院（パゴダ）である。

## 概要
北九州市門司区の門司港は、第二次世界大戦中、200万人を超す将兵をビルマ（当時）を含む南方の戦線、あるいは大陸の戦地へと送り出した地である。
1958年（昭和33年）、第二次世界大戦時の戦没者の慰霊を行うに相応しい場所として、ビルマ仏教会の拠出金と日本国内の寄付金でパゴダを当地に建立した。
パゴダには、現在もミャンマー仏教会から派遣された僧侶が常住し、戦没者の慰霊に加え、日本とビルマ（現ミャンマー)との親善、仏教交流、世界平和を祈っている。
ミャンマー（旧ビルマ）の首都ヤンゴン（旧ラングーン）にある、同名の「世界平和パゴダ」とよく似ており、参考に建設したものと考えられる。
日本テーラワーダ仏教協会の初代会長 鈴木一生、高野山大学文学部教授 井上ウィマラらは、この世界平和パゴダで修行をしている。
文化庁が認定する日本遺産「関門“ノスタルジック”海峡」の構成文化財に選定されている。
国の文化審議会は、2020年7月に「世界平和パゴダ」を国の登録有形文化財とするよう文部科学大臣に答申した。

## 基礎データ
- 開館時間 6：00～18：00（閉門）
- パゴダの高さ　45ｍ、釈尊坐像の高さ　16ｍ[8]

## 交通
- JR門司港駅から車で約１０分

## 周辺
- 関門海峡
- 関門橋
- 関門トンネル